# Риков Юрій Панасович
Риков Юрій Панасович (1932—1994) — радянський та український звукооператор. Заслужений працівник культури УРСР (1988).

## Біографічні відомості
Народився 16 лютого 1932 р. у м. Біла Церква в родині службовців.
Закінчив Київський політехнічний інститут (1957).
Працював інженером (1958–1961).
З 1961 р. — звукооператор Київської кіностудії ім. О. П. Довженка.
Був членом Спілки кінематографістів України.
Помер 7 січня 1994 р. в Києві.

## Фільмографія
Оформив стрічки:
- «Закон Антарктиди» (1962)
- «Космічний сплав» (1964)
- «Хочу вірити» (1965)
- «Бур'ян» (1967)
- «Дитина» (1967)
- «Варчина земля» (1969, т/ф)
- «Жива вода» (1971)
- «Лише три тиижні...» (1971, т/ф)
- «Нічний мотоцикліст» (1972)
- «Стара фортеця» (1972, т/ф, 3 а)
- «Дума про Ковпака» (1975–1976, 2—3 а)
- «Спогад» (1977)
- «Дощ у чужому місті» (1979)
- «Від Бугу до Вісли» (1980)
- «Капіж» (1981)
- «Миргород та його мешканці» (1983)
- «Кожен мисливець бажає знати...» (1985)
- «Якщо ворог не здається...» (1985)
- «Ми звинувачуємо» (1985)
- «І в звуках пам'ять відгукнеться…» (1986)
- «Автопортрет невідомого» (1988)
- «Фантастична історія» (1988)
- «Золоте курча» (1993)
- «Очікуючи вантаж на рейді Фучжоу біля пагоди» (1994) та ін.